# ميل بروكس
ميلفين كامينسكي (28 يونيو 1926) - ممثل ومخرج، وكوميدي، ومؤلف سينمائي، ومنتج أمريكي، مشهور باسمه السينمائي «ميل بروكس» كما يعد من الممثلين القلائل الحاصلين على جوائز «أيمي»، «غرامي»، «أوسكار»، و «توني»، كما حازت افلامه الكوميدية "Blazing Saddles"، "The Producers"، «فرانكشتاين الصغير» على المراتب الـ 20 الأول من قائمة أفضل أفلام كوميدية.

## الجوائز والتكريم
كرّم المخرج الأميركي ميل بروكس بمنحه جائزة أوسكار فخرية في 9 يناير 2024 ،عن مجمل أعماله، بعد أكثر من نصف قرن على نيله جائزة الأوسكار الوحيدة عن فيلمه The Producers.

## مرجع
- ميل بروكس من الموسوعة الإنجليزية

## وصلات خارجية
- ميل بروكس على موقع IMDb (الإنجليزية)
- ميل بروكس على موقع الموسوعة البريطانية (الإنجليزية)
- ميل بروكس على موقع روتن توميتوز (الإنجليزية)
- ميل بروكس على موقع مونزينجر (الألمانية)
- ميل بروكس على موقع ألو سيني (الفرنسية)
- ميل بروكس على موقع ميوزك برينز (الإنجليزية)
- ميل بروكس على موقع تيرنر كلاسيك موفيز (الإنجليزية)
- ميل بروكس على موقع أول موفي (الإنجليزية)
- ميل بروكس على موقع بوكس أوفيس موجو (الإنجليزية)
- ميل بروكس على موقع قاعدة بيانات برودواي على الإنترنت (الإنجليزية)
- ميل بروكس على موقع قاعدة بيانات برودواي على الإنترنت (الإنجليزية)